# IRいしかわ鉄道

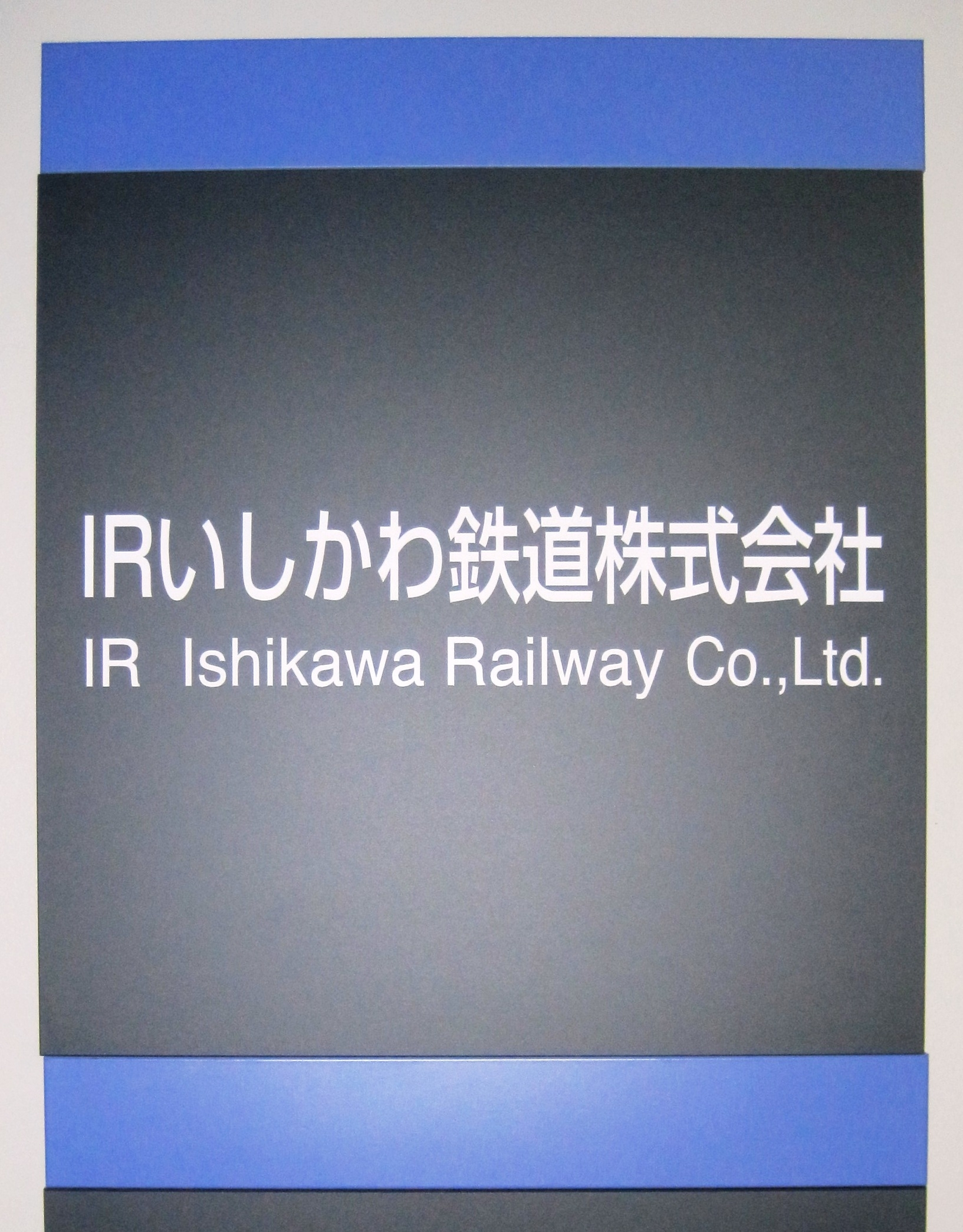
旧本社入口に掲出されていた看板 - 石川県行政庁舎8階（2013年8月）

IRいしかわ鉄道株式会社（アイアールいしかわてつどう）は、石川県金沢市に本社を置く第三セクター方式の鉄道事業者（第三セクター鉄道）である。

## 概要
2015年（平成27年）3月14日、北陸新幹線長野駅 - 金沢駅間の延伸開業に伴い、西日本旅客鉄道（JR西日本）から並行在来線として経営分離される北陸本線の石川県内区間にあたる金沢駅 - 倶利伽羅駅間の運営を担う鉄道事業者として、石川県と、沿線市町である金沢市と津幡町、財団法人石川県市町村振興協会のほか、北國銀行、北陸電力、北陸鉄道など民間企業からの出資により、2012年（平成24年）8月28日に「石川県並行在来線株式会社」（準備会社）として設立された。
設立当初の資本金は4億5,030万円(p4)。取締役会長は石川県知事（2024年時点では馳浩）、代表取締役社長は元石川県競馬事業局長の七野利明である。
北陸新幹線の敦賀延伸開業時には、北陸本線を福井県境まで経営分離することに沿線自治体が合意しており、北陸本線の大聖寺駅 - 金沢駅間もこの会社が運営主体となった。

### 社名の由来
社名については、本格会社への移行とともに、より親しみの持てるものに改称するとされていたが、一般公募（2012年11月30日 - 同年12月30日）を経て、2013年（平成25年）6月27日に「IRいしかわ鉄道株式会社」が新社名に決定、同年8月1日に改称された。
応募総数1,375点の中から選ばれたこの社名について、（英文表記の）「Ishikawa Railway」の頭文字である「IR」には、（石川）県民に親しまれる「愛ある」鉄道を目指すという思い(p2)と、アルファベット順で「I」は「J」の一つ前であることから、「JRの一歩先行くサービスを提供したい」という思いが込められている。

### ロゴマーク・コーポレートカラー
ロゴマーク（シンボルマーク）は、一般公募（2013年8月1日 - 9月30日）による応募総数814点の中から選ばれ、2014年（平成26年）1月6日にコーポレートカラーとともに公表された(p4)。このデザインは、「IR」をモチーフに、当社と地域の発展を、未来へ向かって伸びていく線路のイメージで表現したものである。
また、コーポレートカラーは空色のような明るい青色（=石川県旗の地色）であり、「未来へ向かって何事にも積極果敢に取り組み、困難を乗り越えていく」という当社の思いを表現している。自社所有の521系電車のカラーリングにおいては、車両の正面全体や側面の太いラインに使用されている。

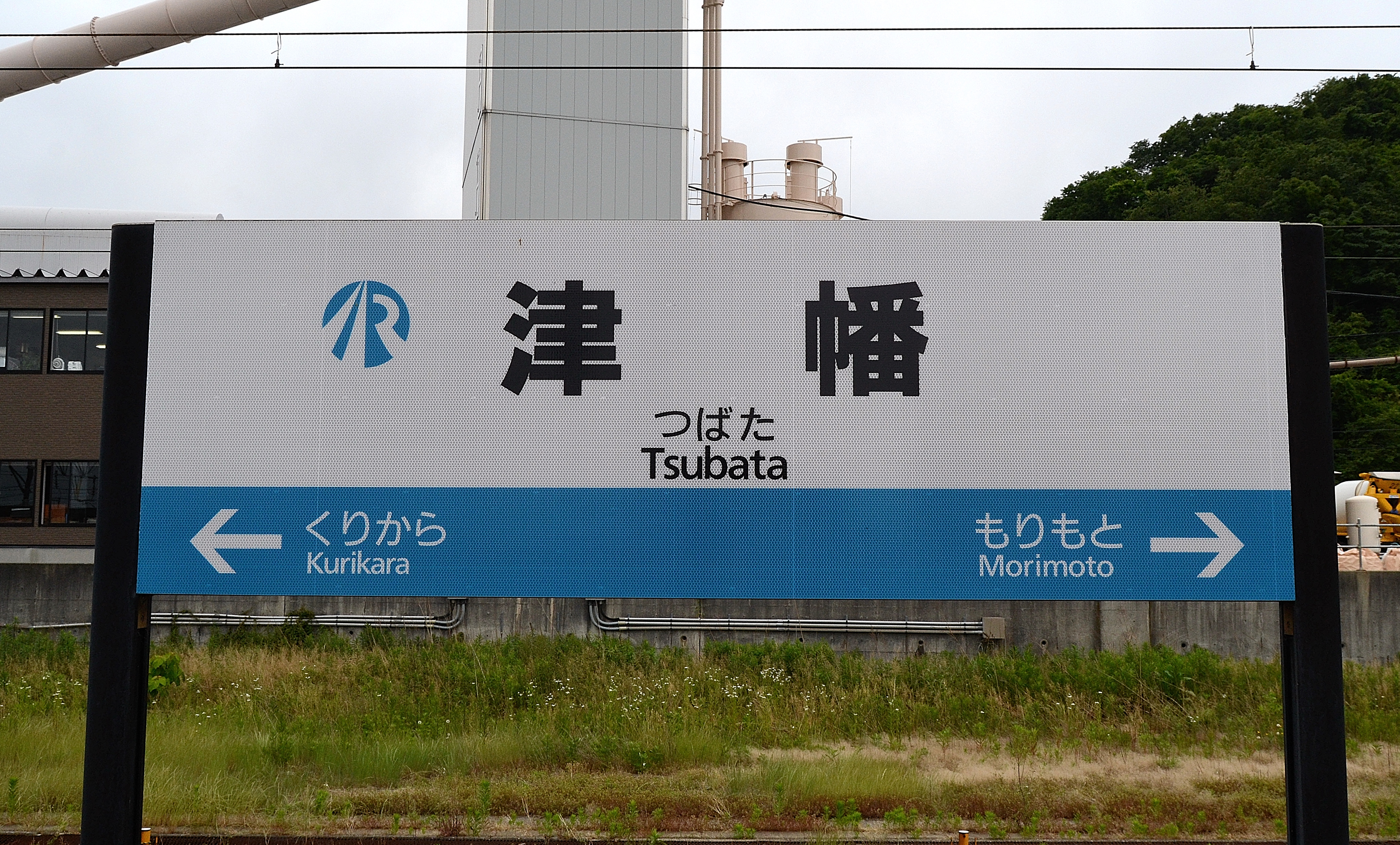
コーポレートカラーが配色された駅名標（津幡駅）
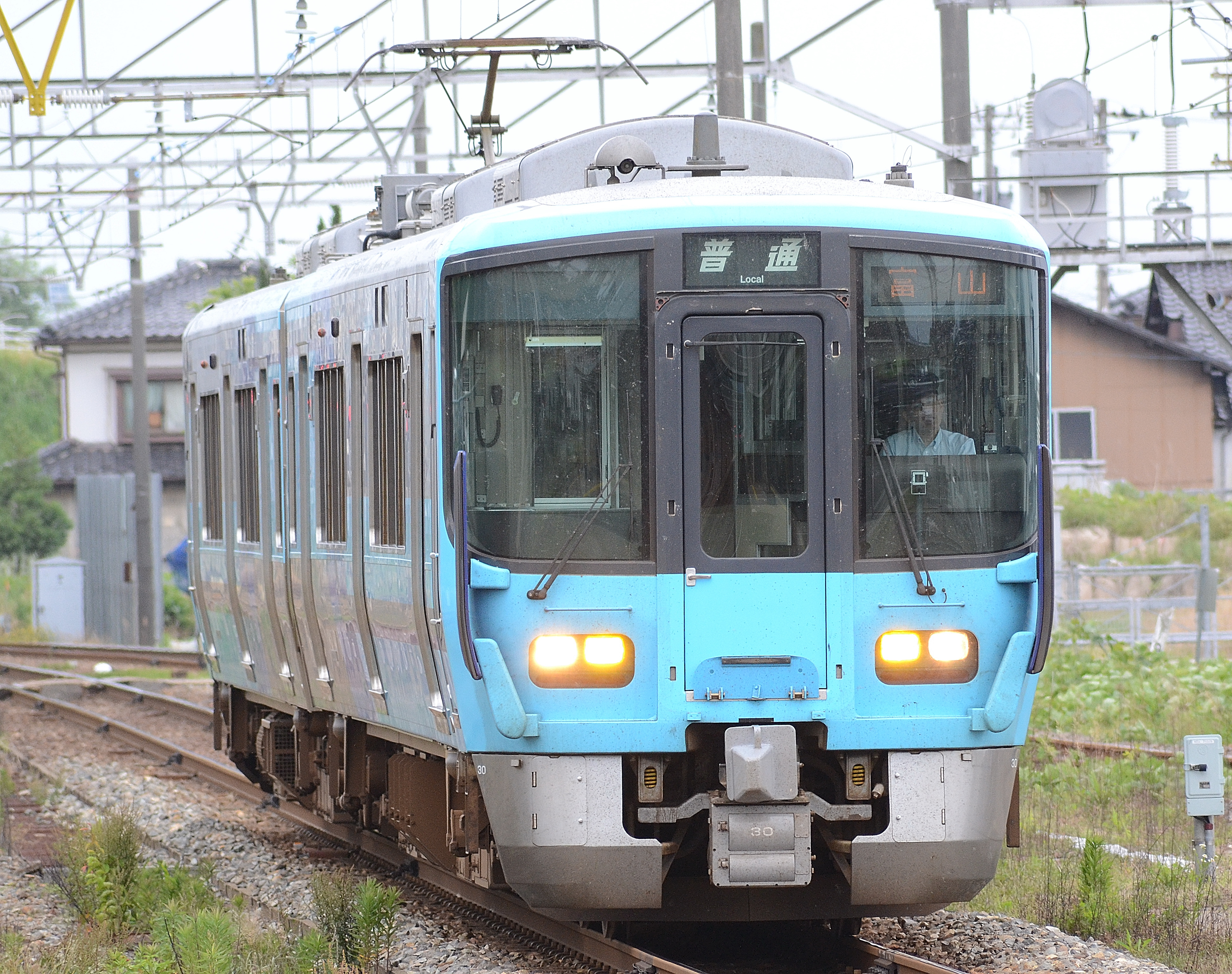
IR521系の正面カラーリング

## 役員
2012年8月17日に行われた準備会社の設立に向けた初の取締役会で、代表取締役社長に石川県競馬事業局長や株式会社金沢港運社長を歴任した七野利明が、代表取締役副社長にJR西日本出身の山岸勝が選ばれた。
七野の社長起用については、行政の経験だけではなく、株式会社金沢港運の経営にも携わっていたことから、民間的発想の手腕を期待された人選であるとする一方、石川県議会からは「行政出身者による民間的発想の限界」を指摘する声や、その経営手腕に疑問を呈する声があるとの報道がなされた。

## 沿革
- 2012年（平成24年）8月28日 - 石川県並行在来線株式会社として設立。当初の所在地は石川県金沢市鞍月一丁目1番地（石川県行政庁舎内）、当初の資本金は4億5,030万円。
- 2013年（平成25年）
  - 6月27日 - 新社名がIRいしかわ鉄道株式会社に決定。
  - 8月1日 - 商号をIRいしかわ鉄道株式会社に変更。第三者割当増資により資本金を20億600万円とする[5](p4)。
  - 12月6日 - 倶利伽羅（石川県津幡町） - 金沢（金沢市）間 17.8キロメートル（km）の第一種鉄道事業許可を国土交通省北陸信越運輸局に申請[20]。
- 2014年（平成26年）
  - 2月28日 - 倶利伽羅 - 金沢間 17.8 kmの第一種鉄道事業許可を取得[21]。
  - 10月27日 - IRいしかわ鉄道線倶利伽羅 - 金沢間の上限運賃認可を国土交通省北陸信越運輸局に申請[22][23][24][25]。
  - 11月1日 - 本社を金沢市高柳町9の1番地1に移転[注釈 1][26]。
- 2015年（平成27年）3月14日 - 北陸新幹線 長野駅 - 金沢駅間開業に伴い、北陸本線の倶利伽羅駅 - 金沢駅間がJR西日本から経営分離され、IRいしかわ鉄道線として開業[3]。
- 2017年（平成29年）4月15日 - IRいしかわ鉄道線全線でICカード「ICOCA」のサービスを開始[27][28][29]。
- 2019年（令和元年）10月1日 - 消費税率引き上げに伴い運賃を改定[30]。
- 2024年（令和6年）3月16日 - 北陸新幹線 金沢駅 - 敦賀駅間開業に伴い、北陸本線の金沢駅 - 大聖寺駅間がJR西日本から経営分離され、IRいしかわ鉄道線に編入。

## 路線

路線図

- IRいしかわ鉄道線[31] ： 大聖寺駅 - 倶利伽羅駅（営業キロ 64.2 km）

全区間とも、もともと北陸本線の一部で、北陸新幹線の延伸開業に際し、2015年に金沢駅 - 倶利伽羅駅間、2024年に大聖寺駅 - 金沢駅間がJR西日本から経営分離され、当社へ継承された。
2015年の金沢駅 - 倶利伽羅駅間開業時点では、鉄道資産上の経営区間は金沢駅から富山県境までの20.6 kmに及ぶ。営業上の境界駅となる金沢駅と倶利伽羅駅はそれぞれJR西日本およびあいの風とやま鉄道との境界（共同使用駅）となるが、金沢駅についてはJR西日本が、倶利伽羅駅についてはIRいしかわ鉄道が管理することとなる。このうち金沢駅の在来線施設は、北陸新幹線が敦賀駅まで延伸開業する際にJR西日本から取得する予定だったが、鉄道資産の取得費用の平準化を目的として開業時に先行取得するものである。
開業後2年間、運行管理と指令業務はJR西日本金沢支社の金沢総合指令所において、あいの風とやま鉄道が自社路線とあわせ、当社とえちごトキめき鉄道から業務を受託し、金沢駅 - 直江津駅間にわたってIRいしかわ鉄道線・あいの風とやま鉄道線・えちごトキめき鉄道日本海ひすいラインの計3路線の指令業務を行っていた。その後は3社がそれぞれ指令システムを整備し、自社で業務を行っている。
あいの風とやま鉄道との間で金沢駅 - 倶利伽羅駅 - 富山駅間において相互直通運転を実施している（一部列車はえちごトキめき鉄道日本海ひすいラインの一部区間にも直通するが、これはあいの風とやま鉄道の車両を使用しているため、IRいしかわ鉄道所属車両はえちごトキめき鉄道日本海ひすいラインには入線しない）。また金沢駅 - 津幡駅間を直通するJR西日本の七尾線の普通列車については、2020年秋から2021年春にかけて後述の新型車両をJR西日本とIRいしかわ鉄道の両社が導入して旧車両を置き換え、同区間の運行業務をJR西日本が受託する方式で運行している。金沢駅 - 和倉温泉駅間の特急「能登かがり火」が1日計5往復が乗り入れている。また、2015年10月より観光列車として金沢駅 - 和倉温泉駅間の特急「花嫁のれん」が土曜・休日など多客期を中心に1日2往復運行されている。
2024年3月16日の北陸新幹線金沢駅 - 敦賀駅間の延伸開業に伴って、JR西日本から経営分離された金沢駅 - 大聖寺駅間の運営も同日より担っている。ハピラインふくいとの境界駅である大聖寺駅は、IRいしかわ鉄道に移管された。

## 車両
自社区間はすべて交流電化であるが交直流電車が使われている。特急列車が自社線を通過しているが普通列車用の車両のみを保有しており、特急形車両は保有していない。
自社車両は2015年北陸新幹線金沢延伸開業時にJR西日本から譲渡された2両編成5本と後述の七尾線の旧型車両置き換え目的に新造した2両編成3本、2024年の全線開業用にJR西日本から譲渡された2両編成16本、合計2両編成24本の521系電車であり、金沢総合車両所運用検修センターの一部を取得し車両基地として使用している。また、車両検修等はJR西日本とあいの風とやま鉄道に委託して行う方向で協議している。
車両デザインはコーポレートカラーとロゴマークに加え、石川の伝統工芸を彩る5つの色（加賀五彩：臙脂・黄土・草・古代紫・藍）を使用することで、親しみやすさと石川らしさを表現している。なお、この5つの色は、側面のアクセントカラーとして使用し、保有する5本でそれぞれ異なる配色とした。
また2021年3月12日までは七尾線へ乗り入れる列車にはJR西日本の車両が使われており、自社車両は七尾線を含めたJR西日本区間へは乗り入れなかったが、同年3月13日より七尾線の普通列車が521系100番台に置き換えられるのにあたり2両編成全18本のうち3本が、2020年12月3日付でIRいしかわ鉄道の保有車両として導入された。521系100番台については、JR西日本が保有する15本と同様七尾線内でのICOCAに対応するため車載型のIC改札機が設置されているほか、車両構造・デザインについてもロゴ部分がJR・IRで異なるのを除き共通化されている。

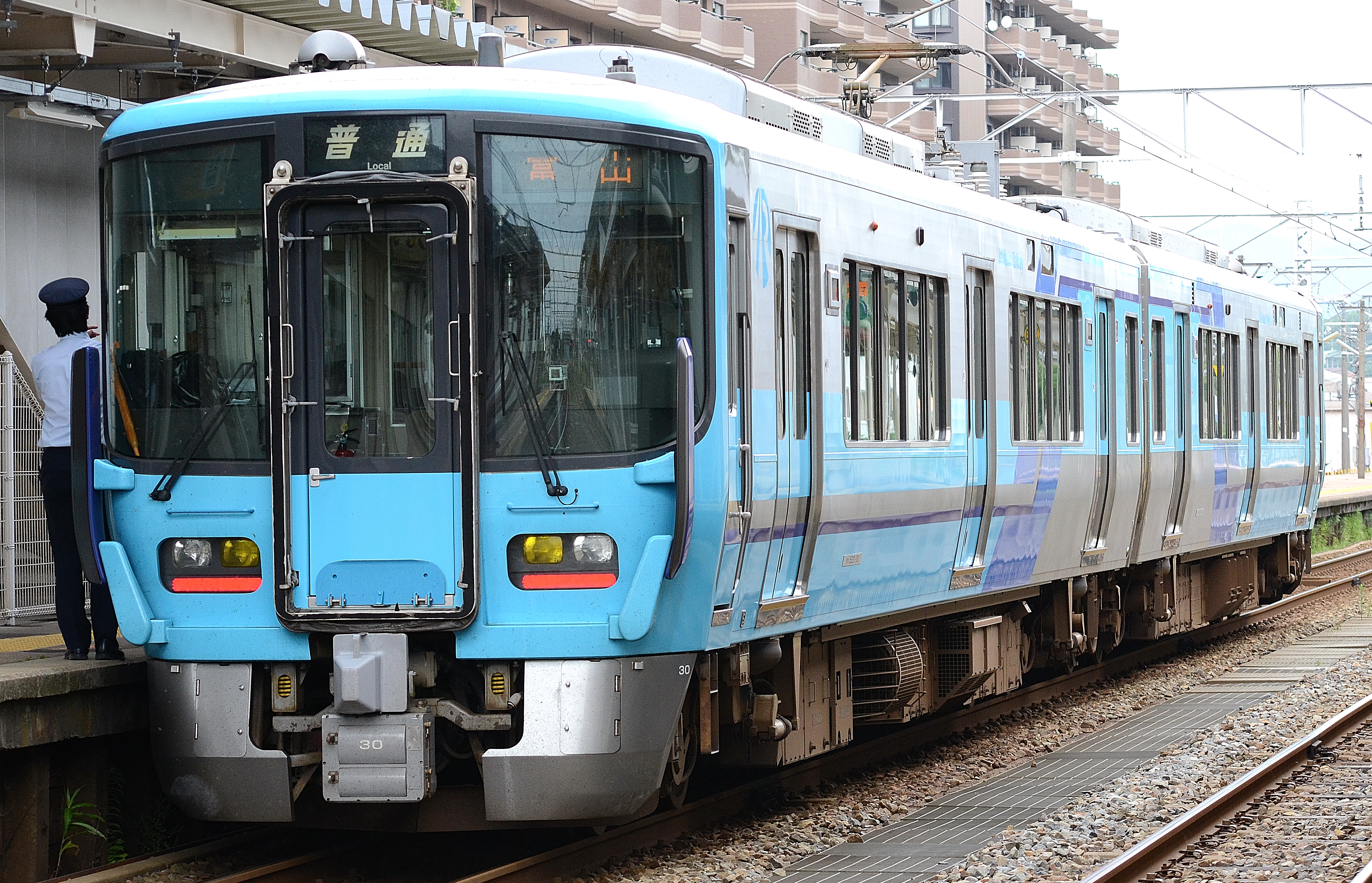
521系2次車（30番：藍系）
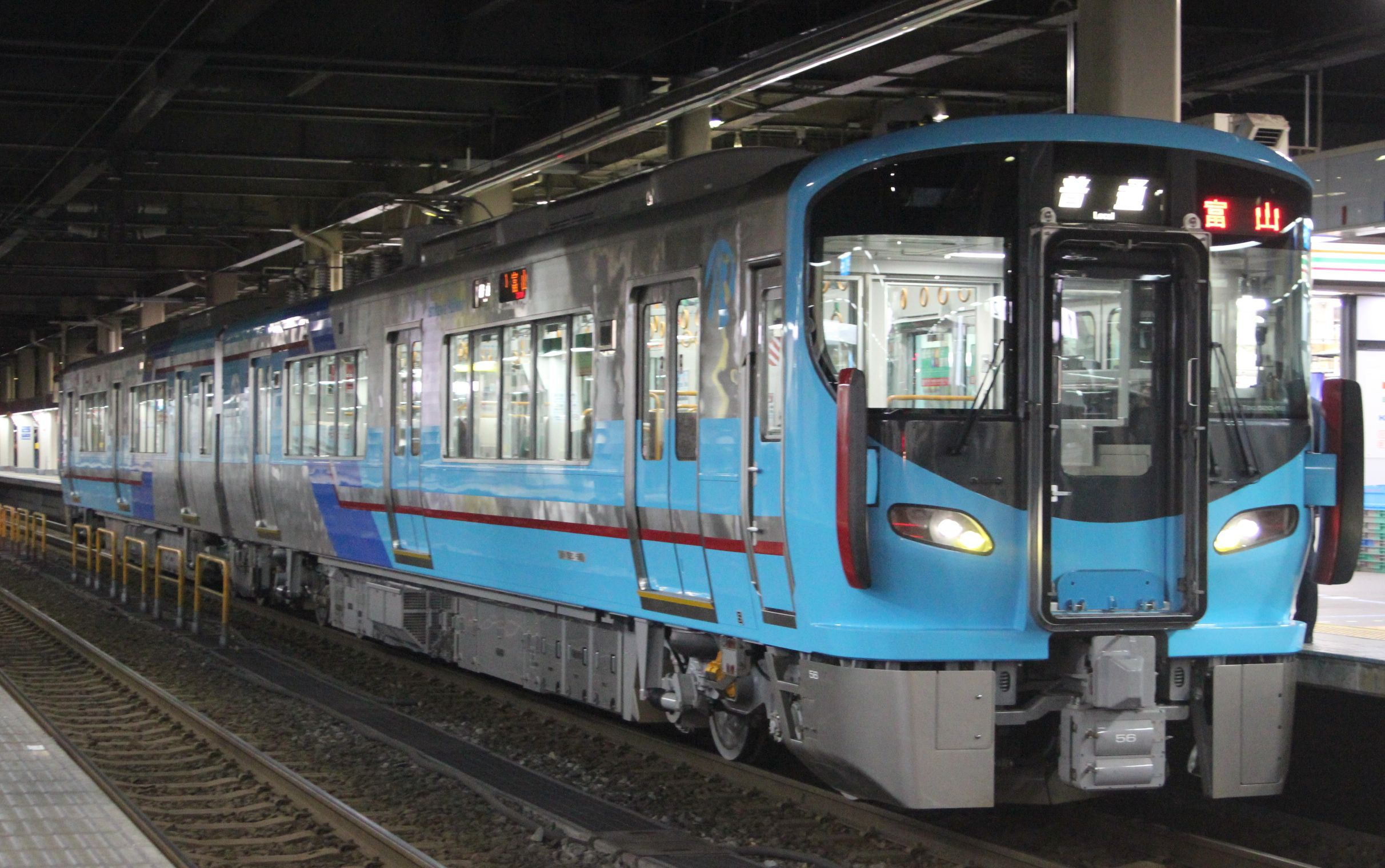
521系3次車（56番：臙脂系）
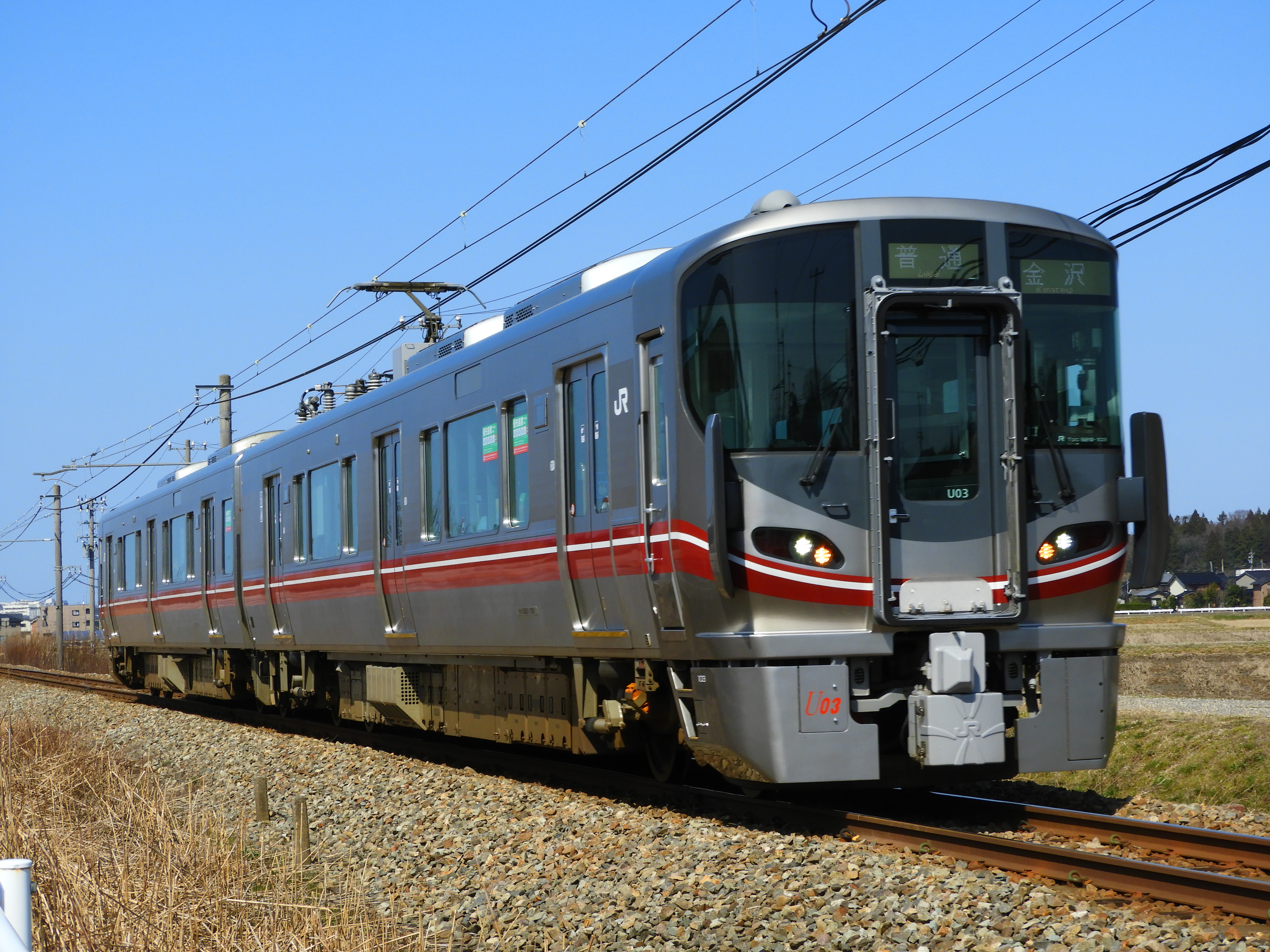
521系100番台（七尾線直通列車）

## 共同使用駅
自社管轄駅
- 津幡駅（JR西日本との共同）
- 倶利伽羅駅（あいの風とやま鉄道との共同）
- 大聖寺駅（ハピラインふくいとの共同）

在来線部分のみを自社で管轄する駅
3駅ともにJR西日本との共同
- 金沢駅
- 小松駅
- 加賀温泉駅

## 運賃・料金

### 運賃
旅客運賃は、普通と通勤定期は5年目までJRの1.14倍、6年目から11年目までJRの1.19倍、通学定期は5年目まで据え置き、6年目から11年目までJRの1.05倍がそれぞれ計画されている。
大人普通旅客運賃（小児は半額・10円未満切り上げ）。営業キロの1 km未満は切り上げ。2024年3月16日改定（19キロ-65キロ間追加）。
| キロ程  | 運賃（円） |
| ------- | ---------- |
| 1 - 3   | 160        |
| 4 - 6   | 220        |
| 7 - 10  | 230        |
| 11 - 15 | 270        |
| 16 - 20 | 370        |
| 21 - 25 | 480        |
| 26 - 30 | 580        |
| 31 - 35 | 670        |
| 36 - 40 | 780        |
| 41 - 45 | 880        |
| 46 - 50 | 980        |
| 51 - 60 | 1130       |
| 61 - 65 | 1330       |

### 料金等
JR西日本の特急列車がIRいしかわ鉄道線を経由して七尾線の間に運転されているため、特急料金が設定されている。
- 特急料金 - 200円（指定席・自由席を問わず。小児半額）[38]
  - グリーン料金の設定はない。金沢⇔津幡間のみ乗車する場合は自由席のみの発売になる。

このほか、あいの風とやま鉄道と運行するあいの風ライナーは乗車時に300円のライナー券を購入する必要があるが、IRいしかわ鉄道線内の停車は始発・終着駅の金沢駅のみであり、IRいしかわ鉄道線区間の利用に対する料金は設定されていない。また、金沢駅でのライナー券の発売はなく、列車内での購入となる。
2024年3月15日までは、金沢駅で北陸新幹線と七尾線方面の特急列車を乗り継ぐと特急券の乗継割引が適用されていたが、割引はJR線の部分のみ適用されIRいしかわ鉄道線の特急料金は割り引かれなかった。

### 連絡運輸
自社各駅（自社窓口）からの連絡運輸区間は以下の通りとなっている。
凡例
- ○…自社窓口・券売機で取り扱い可能
ただし、無人駅設置の券売機では、連絡運輸範囲内かつ設置駅から到着駅までの累計営業キロが合計100 km以内の乗車券のみを取り扱っている。
- △…自社線を通過しないが接続駅のみ窓口・券売機で発券可能。
- ※…自社線を通過しないため、自社各駅での取り扱いなし。他社で取り扱いあり。
- ×…取り扱いなし。

| 発着駅             | ハピラインふくい               | 北陸鉄道     | 北陸鉄道   | JR西日本   | のと鉄道       | あいの風 とやま鉄道              | あいの風 とやま鉄道   | JR西日本                 | JR西日本                 | JR西日本                       |                |
| 発着駅             | 大聖寺駅接続                   | 西金沢駅接続 | 金沢駅接続 | 金沢駅接続 | 津幡駅接続     | 津幡駅接続                       | 倶利伽羅駅接続        | 倶利伽羅駅接続           | 倶利伽羅駅接続           | 倶利伽羅駅接続                 | 倶利伽羅駅接続 |
| 発着駅             | ハピラインふくい線             | 石川線       | 浅野川線   | 七尾線     | 七尾線経由     | あいの風 とやま鉄道線            | あいの風 とやま鉄道線 | あいの風とやま鉄道線経由 | あいの風とやま鉄道線経由 | あいの風とやま鉄道線経由       |                |
| 発着駅             | ハピラインふくい線             | 石川線       | 浅野川線   | 七尾線     | 和倉温泉駅接続 | あいの風 とやま鉄道線            | あいの風 とやま鉄道線 | 高岡駅接続               | 高岡駅接続               | 富山駅接続                     |                |
| 発着駅             | ハピラインふくい線             | 石川線       | 浅野川線   | 七尾線     | 七尾線         | あいの風 とやま鉄道線            | あいの風 とやま鉄道線 | 氷見線                   | 城端線                   | 高山本線                       |                |
| 発着駅             | 牛ノ谷駅から 敦賀駅まで の各駅 | 各駅         | 各駅       | 各駅       | 各駅           | 石動駅から 越中宮崎駅 までの各駅 | 市振駅                | 各駅                     | 各駅                     | 西富山駅から 猪谷駅まで の各駅 |                |
| ------------------ | ------------------------------ | ------------ | ---------- | ---------- | -------------- | -------------------------------- | --------------------- | ------------------------ | ------------------------ | ------------------------------ | -------------- |
| 下記以外のIR線各駅 | ○                              | ○            | ○          | ○          | ○              | ○                                | ×                     | ○                        | ○                        | ○                              |                |
| 金沢駅             | ○                              | ×            | ×          | ○          | ○              | ○                                | ×                     | ○                        | ○                        | ○                              |                |
| 津幡駅             | ○                              | ○            | ○          | △          | △              | ○                                | ×                     | ○                        | ○                        | ○                              |                |
| 倶利伽羅駅         | ○                              | ○            | ○          | ○          | ○              | △                                | ※                     | △                        | △                        | △                              |                |

| ハピラインふくい               | JR西日本 | JR西日本         | JR西日本         | JR西日本                       | あいの風 とやま鉄道 | のと鉄道 （七尾線経由） | 北陸鉄道 | 北陸鉄道 |
| ハピラインふくい線             | 七尾線   | （あいの風経由） | （あいの風経由） | （あいの風経由）               | あいの風 とやま鉄道 | のと鉄道 （七尾線経由） | 石川線   | 浅野川線 |
| ハピラインふくい線             | 七尾線   | 氷見線           | 城端線           | 高山本線                       | あいの風 とやま鉄道 | のと鉄道 （七尾線経由） | 石川線   | 浅野川線 |
| ------------------------------ | -------- | ---------------- | ---------------- | ------------------------------ | ------------------- | ----------------------- | -------- | -------- |
| 牛ノ谷駅から 敦賀駅まで の各駅 | 全線     | 全線             | 全線             | 西富山駅から 猪谷駅まで の各駅 | 全線 ※市振駅を除く  | 全線                    | 全線     | 全線     |

#### 通過連絡運輸
JR各社ではIRいしかわ鉄道線を通過する通過連絡運輸として、以下のものを設定している。
| 発着駅                        | 経由            | 経由                                     | 発着駅                 |
| ----------------------------- | --------------- | ---------------------------------------- | ---------------------- |
| 七尾線各駅                    | 金沢 - 津幡     | 金沢 - 津幡                              | JR全駅                 |
| 七尾線各駅                    | 津幡 - 倶利伽羅 | あいの風とやま鉄道線 （倶利伽羅 - 富山） | JR九州を 除くJR全駅    |
| 七尾線各駅                    | 津幡 - 倶利伽羅 | あいの風とやま鉄道線 （倶利伽羅 - 高岡） | 氷見線・ 城端線 の各駅 |
| JR東日本・ 北海道を除くJR全駅 | 金沢 - 倶利伽羅 | あいの風とやま鉄道線 （倶利伽羅 - 高岡） | 氷見線・ 城端線 の各駅 |

### 途中下車
他社線との連絡乗車券を含む片道の営業キロが100 kmを超える普通乗車券（例：金沢駅 - 越中宮崎駅）は、後戻りしない限り何度でも途中下車が可能である。有効期間については、JRに準じる。

### 乗り継ぎ割引
下記の区間に設定されている。
- あいの風とやま鉄道線（倶利伽羅 - 富山間）
- 七尾線（全区間）
- ハピラインふくい線（牛ノ谷 - 敦賀間）

### 障害者割引
JRと同じく身体障害者割引・知的障害者割引のほか、JR時代には設定のなかった精神障害者割引も設定されている。各種障害者手帳を提示すれば普通運賃より5割引となる。精神障害者割引の場合、JRとの連絡乗車券は発売できないので、金沢駅または津幡駅まで購入して着駅にて精算する必要がある。

### 企画乗車券
金沢駅連絡きっぷ・小松駅連絡きっぷ・加賀温泉駅連絡きっぷ
加賀温泉、小松、松任、金沢、津幡の窓口で、北陸新幹線のきっぷ所持者を対象に発売される、IRの各駅から最寄りの新幹線駅まで、片道運賃で往復できる割引きっぷ。有効期間は7日間。
IRいしかわ一日フリーきっぷ
IRいしかわ鉄道線が任意の1日間、乗降区間や回数に制限なく利用できる。土休日および特定期間（ゴールデンウィーク・夏休み・年末年始）に利用が可能。発売額は1500円となっており、加賀温泉、小松、松任、金沢、津幡の窓口で、利用日の1か月前から当日まで販売される。また、大聖寺駅 - 金沢駅間のみと、金沢駅 - 倶利伽羅駅間のみを対象としたきっぷもあり、それぞれ1000円、500円で販売されている。駅窓口のほか、日本全国のセブン-イレブン店舗のマルチコピー機や、デジタル乗車券としてRYDE PASS、tabiwa by WESTER等のMaaSアプリでも発売されている。なお、半額で発売されていた小児用は後述の「子育て応援スマイルきっぷ」の発売に伴い、2025年7月21日をもって発売を終了した。
あいの風・IR・ハピライン連携 北陸3県2Day パス
ハピラインふくい・IRいしかわ鉄道線・あいの風とやま鉄道線の福井県・石川県・富山県内区間が任意の2日間、乗降区間や回数に制限なく利用できるデジタル乗車券。土休日および発行者が指定する期間（お盆・年末年始など）に利用が可能。特急列車に乗車する場合は自由席特急券が、「あいの風ライナー」に乗車する場合はライナー券が別途必要。発売額は大人2800円（小児半額）となっており、my route 、RYDE PASS、tabiwa by WESTERの3種類のMaaSアプリでデジタル乗車券として発売されている。
IR・あいの風1日フリーきっぷ
IRいしかわ鉄道線・あいの風とやま鉄道線の石川県・富山県内区間（金沢駅 - 越中宮崎駅間）が任意の1日間、乗降区間や回数に制限なく利用できる。土休日および発行者が指定する期間（お盆・年末年始）に利用が可能。特急列車に乗車する場合は自由席特急券が、「あいの風ライナー」に乗車する場合はライナー券が別途必要。発売額は大人2,000円（小児半額）となっており、金沢駅IRお客さまカウンター・東金沢駅・森本駅・津幡駅の窓口で、利用日の1か月前から当日まで販売される。なお、あいの風とやま鉄道では「あいの風・IR1日フリーきっぷ」の名称で販売される（観光施設での割引特典の内容は異なる）。
石川線・IR西金半額きっぷ
北陸鉄道石川線各駅から西金沢駅を経由して金沢駅までが半額となるデジタル乗車券。MaaSアプリ「のりまっし金沢」で発売されている。
トレインパーク白山 IR・シャトルバスフリー乗車券
金沢駅 - 加賀笠間駅間の普通列車と加賀笠間駅 - トレインパーク白山間のシャトルバスが1日乗り降り自由の切符。RYDE PASSでデジタルきっぷとして大人600円（小児半額）で販売されている。
子育て応援スマイルきっぷ
2025年7月11日に発売を開始した、小学生および中学生、または小学生および中学生の子供と一緒に利用する大人が対象の乗車券。土休日および特定期間（夏休み期間・シルバーウィーク・年末年始・春休み期間）のうち1日間、指定3区間内または全線が乗り降り自由。発売額は指定区間のみが利用できる【金沢エリア】【白山エリア】【南加賀エリア】が各エリアとも小学生100円 、中学生200円 、大人400円、全線で利用できる【全線】が小学生200円 、中学生400円 、大人800円。駅窓口のほか、日本全国のセブン-イレブン店舗のマルチコピー機や、デジタル乗車券としてRYDE PASS、tabiwa by WESTER等のMaaSアプリでも発売されている。

#### JRで発行する企画乗車券の通過利用の特例
「青春18きっぷ」について、JR各線から七尾線への通過利用の特例として津幡 - あいの風とやま鉄道の富山間を途中下車しない条件で利用が認められている。「ジャパンレールパス」について、金沢駅を経由して七尾線内各駅へ通過利用する場合の特例として、金沢 - 津幡間の普通・快速列車（普通車自由席）を途中下車しない条件で利用が認められている。